# Collado de Llesba
El Collado de Llesba es un collado de la cordillera Cantábrica situado a 1680 m de altitud en el municipio de Vega de Liébana (Cantabria). Se accede a él a través del puerto de San Glorio, que discurre por la carretera N-621 (Unquera - León).

## Paisaje y naturaleza

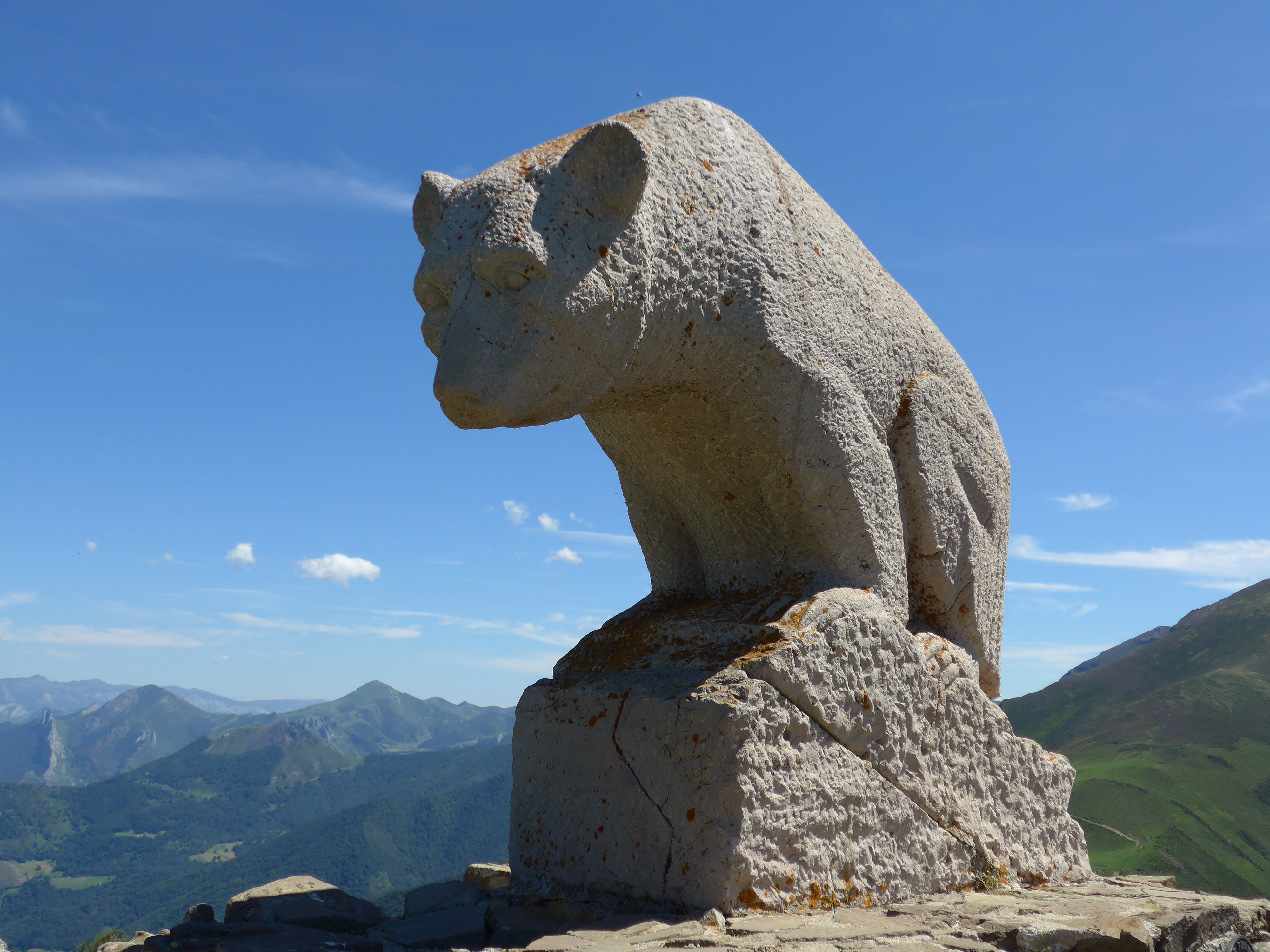
Monumento al oso pardo en el Collado de Llesba

El Collado de Llesba es un lugar frecuentado por senderistas, montañeros, ciclistas y naturalistas debido a que es un mirador excepcional hacia los macizos oriental y central de los Picos de Europa. Además, desde el Collado de Llesba parten varias rutas de senderismo y montañismo, entre las que destaca la ascensión al pico Coriscao (2234 m), concebido por la comunidad montañera como uno de los miradores más completos hacia los tres macizos de los Picos de Europa y otros sistemas montañosos importantes de la cordillera Cantábrica ubicados en Cantabria, Asturias, León y Palencia.